# فريدرش فيلهلم الرابع

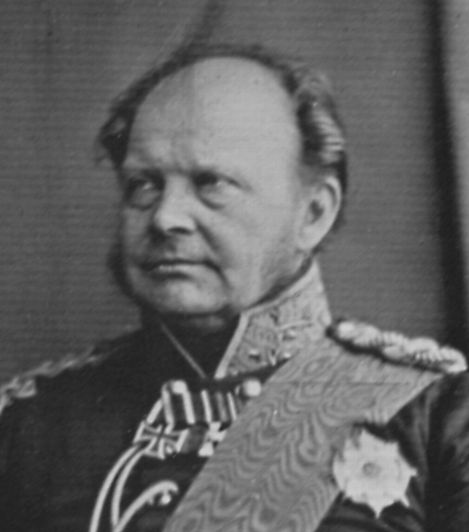
فريدرش فيلهلم الرابع

فريدرش فيلهلم الرابع (بالألمانية: Friedrich Wilhelm IV. von Preußen) (برلين، 15 أكتوبر 1795 - بوتسدام، 2 يناير 1861) الابن الأكبر وخليفة فريدرش فيلهلم الثالث ملك بروسيا، حكم ملكاً لبروسيا بين عامي 1840-1861. وكان في اتحاد شخصي كأمير السيد لإمارة نوشاتيل (1840-1857).
كما لـُـقب ب«الرومانسي على العرش»، اشتهر بالعديد من المباني التي شيدها في برلين وبوتسدام، وكذلك لرعايته للانتهاء من كاتدرائية كولونيا القوطية. في السياسة كان المحافظ ورفض بشكل قاطع تسميته بلقب الإمبراطور الألماني عرضه عليه برلمان فرانكفورت في 1849.
تلقى تعليمه فريدرش فيلهلم على يد مدرسين خاصين، وقد شهدت العديد منهم موظفي الخدمة المدنية، مثل فريدريش Ancillon. اكتسب أيضا خبرة عسكرية من قبل الذين يخدمون في الجيش خلال حرب التحرير ضد نابليون الأول في فرنسا في عام 1814، على الرغم من انه كان جنديا في غير مبال. وكان رسام مهتمة في كل من الهندسة المعمارية والحدائق والمناظر الطبيعية وكان راعيا للعديد من الفنانين الألماني الكبير، بما في ذلك المهندس المعماري كارل فريدريش شينكل والملحن فيليكس مندلسون. تزوج اليزابيث Ludovika من بافاريا في عام 1823. منذ أن كان كاثوليكيا، وهذا المفاوضات الصعبة المطروحة والتي انتهت مع تحويل لها إلى الإيمان البروتستانتي. كان هناك اثنين من مراسم الزفاف واحد في ميونخ واحدة في برلين. على الرغم من أنه كان زواج متناغم جدا، وكان الزوجان أي أطفال.
كان فريدرش فيلهلم وفياً للرومانسية، وكان إخلاصه لهذه الحركة، التي ظهرت في الدول الألمانية حنيناً للعصور الوسطى، الأمر الذي ساهم إلى حد كبير في جعله محافظاً في سن مبكرة. في عام 1815، عندما كان 20 فقط، المبذولة ولي العهد نفوذه لهيكلة الدستور المقترح من عام 1815، الذي لم يسن في الواقع، في مثل هذه الطريقة التي الأرستقراطية هبطت سوف تضم الغالبية العظمى من قوة. كان بحزم ضد تحرير ألمانيا وتطمح فقط لتوحيد أراضيها ضمن ما اعتبره إطارا المشروعة تاريخيا، مستوحاة من قوانين وأعراف الإمبراطورية الرومانية المقدسة حلت القديمة الآن. على هذا النحو، بدلا فريدرش فيلهلم فكرة الدولة الألمانية الموحدة، معتبرا أن النمسا كان إلهيا للحكم على ألمانيا ومكتفيا مع لقب «جنرال الإمبراطورية».

## روابط خارجية
- فريدرش فيلهلم الرابع على موقع الموسوعة البريطانية (الإنجليزية)
- فريدرش فيلهلم الرابع على موقع ميوزك برينز (الإنجليزية)